# Walburga Grimm

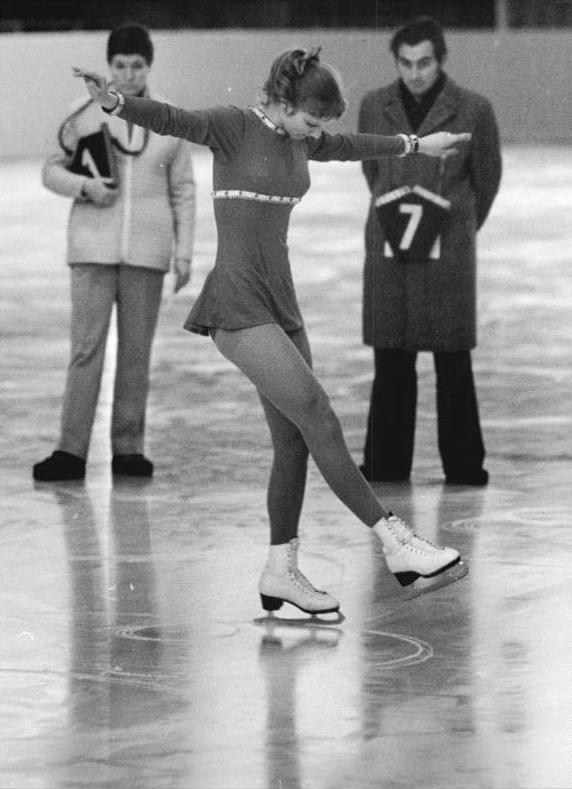
Walburga Grimm (links) im Jahr 1975, vorn Marion Weber

Walburga Grimm (* 23. März 1932; † 27. Februar 2022 in Erfurt) war eine deutsche Eiskunstlauf-Preisrichterin.

## Leben
Sie war zwischen 1967 und 1986 Preisrichterin bei 16 Eiskunstlauf-Weltmeisterschaften. Des Weiteren nahm sie in dieser Funktion an den Olympischen Winterspielen 1972, 1976, 1980 und 1984 teil.
Grimm, die Mitglied beim ESC Erfurt war, starb am 27. Februar 2022 nach schwerer Krankheit im Alter von 89 Jahren.